# 马里奥·莫雷蒂

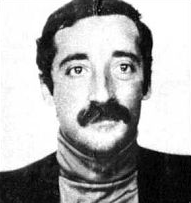
马里奥·莫雷蒂

马里奥·莫雷蒂（Mario Moretti，1946年1月16日—）是一名意大利恐怖分子，红色旅的旅长，是红色旅”历史性核心“（意大利语: nucleo storico）的成员之一。

## 生平
莫雷蒂出生在意大利马尔凯地区的圣乔治港的一个右翼中产阶级家庭，他的父亲是畜牧业的贸易调解人，母亲是音乐老师。莫雷蒂后来试图为自己编造一个左派和无产阶级的家庭出身，但意大利议会关于谋杀阿尔多·莫罗的调查委员会收集的文件，以及他的传记的作者Sergio Flamigni否认这种重构。
他表现出有限的学习热情，但于1961年进入费尔莫的Montani技术学院（意大利语：G. e M. Montani）学习:8。尽管1962年父亲去世造成了家庭的经济困难，但莫雷蒂和他的两个姐妹仍能完成学业，这归功于他母亲恢复了教学工作，还有尤其是意大利贵族，Anna Casati Stampa侯爵夫人的慈善捐款。1966年7月，莫雷蒂毕业于Montani技术学院，成为了一名电信业专家:3-4。他于1966年初移居米兰寻找工作。在Cieet电话系统公司工作了一段时间后，由于侯爵夫人的推荐信，他得到了一份在SIT-Siemens的工作；由于费尔莫寄宿学校校长的推荐信，他得以去圣心天主教大学的经济和商业学院:14-16学习，下班后参加晚间课程。莫雷蒂没有参与1968年的学生运动。据Sergio Flamigni的报道，在童年朋友、老师和学生的回忆中，莫雷蒂似乎是一个“害羞、非常沉着、衣着得体”的男孩，对政治不是特别感兴趣，对学生运动持保守态度而置身事外:13-15。但大学处于动荡中，他仍然接触到了学生的抗议活动:8。
莫雷蒂在Sit-Siemens作为一名负责测试微波通信设备的技术员，从1968年下半年开始，特别是在1969年金属工人要求延续工作合同的示威活动中，他接触到了北方大工厂中工人阶级所面对的，以巨大的阶级冲突为标志的现实。他和一些同事结成了朋友，如Corrado Alunni、Giorgio Semeria和Paola Besuschio。来自同一个工厂的还有Pierluigi Zuffada、Giuliano Isa和Umberto Farioli。这些人都是红色旅未来的成员:26。他立即参与了第一个所谓的“工人-雇佣员工研究小组”（Gruppo di studio operai-impiegati）的组建及活动，这是一个与官方工会无关的基层组织，由政治化的技术人员组成，决心与自治的工人组织一起发展极左翼的抗议运动:5-7。根据Sergio Flamigni报告的一些证词，莫雷蒂在研究小组中支持激进的立场，旨在克服一种纯粹的工会经济主义阶段:25。
1969年，马里奥·莫雷蒂做出了一些决定性的选择。他与其他人一起加入了由雷纳托·库尔乔和玛格丽塔·卡戈尔、Corrado Simioni等创立的城市政治集团（CPM）。这是一个由工人和学生共同组成的组织，旨在把左翼政治发展成一条武装斗争的革命路线。莫雷蒂和他的搭档Amelia Cochetti一起参加了Piazza Stuparich公社的社区生活，这是他第一次体验社区生活。他将于1969年9月29日与Cochetti结婚，在那之后他们很快有了一个儿子，Marcello Massimo:42-43。1969年11月，他参加了在“Stella Maris”酒店举行的基亚瓦里会议，雷焦艾米利亚的名为“公寓”（意大利语: appartamento）小组的成员也参加了这次会议，会上公开讨论了武装斗争的问题:11-16。在认识他的人的记忆中，莫雷蒂显得“理性、有条不紊、准确，有强烈的责任感”:39-40。
很快，在CPM内部，关于组织和发展武装斗争的分歧爆发了；雷纳托·库尔乔和他的妻子玛格丽塔·卡戈尔与雷焦艾米利亚小组的成员拒绝了Corrado Simioni以保密为中心的建议；而莫雷蒂也批评了过于军事化和观望的立场，宁愿与Corrado Alunni、Paola Besuschio一起离开CPM:16-18。他没有参加1970年8月位于克罗斯托洛河畔韦扎诺Pecorile村的会议，这次会议标志着CPM的解散和红色旅的成立（建立“历史性核心”），也没有参与米兰工厂内的第一次示威活动:55-57，66-67。
莫雷蒂在1971年春天接触了红色旅；他赞同组织的目标，即让激进分子进入工厂内部以支持工人的斗争，并赞同立即采取暴力行动进行宣传和劝说:20-22。在与雷纳托·库尔乔和阿尔贝托·弗朗切斯基尼（Alberto Franceschini）会面后，莫雷蒂和他团队的其他人，包括Alunni、Zuffada和Besuschio，加入了红色旅，并呼吁加强武装斗争。莫雷蒂因其理论能力和加强实际行动的坚定决心，立即成为了最重要的激进分子之一:43；正是他提出了第一次示威性的劫持:69-70。莫雷蒂，以“尼科”（"Nico"）为斗争化名，参加了他在红色旅的第一次行动，于1971年7月30日与其他三名同志一起抢劫了特伦托和博尔扎诺银行在佩尔吉内瓦尔苏加纳的一家分行。而在1971年12月4日，他与两名激进分子一起参加了在米兰的Coin百货公司的另一起抢劫案。同年9月，他从SIT-Siemens公司辞职，但仍与妻子和儿子住在米兰，成为了一名非秘密的“合法人士”:75，78。
1972年3月3日，红色旅绑架了工程师Idalgo Macchiarini（SIT-Siemens的一名高管）几个小时，莫雷蒂与弗朗切斯基尼、Alfredo Bonavita和Giacomo Cattaneo一起参加了实施绑架的红色旅核心小组，审问了被绑架的人，在释放他之前给他拍了一张脖子上挂着宣传标语牌子的照片:78-79。然而，几周后，警察当局在打击这个神秘的反政府团体方面取得了第一个重要成果：1972年5月2日，警察在米兰发现了一些基地，许多成员被确认身份，一些激进分子被逮捕。莫雷蒂也冒着被捕的风险，只是幸运地在Boiardo街的公寓外逃脱了逮捕；此时，他已被调查人员确认，1972年5月4日，政府对他发出了第一张逮捕令；莫雷蒂随后转入地下，抛弃了妻儿，他在近十年内都没有再见到过他们:81-86。
在这第一次失败后，红色旅的主要负责人（现在都处于秘密状态的）重组了该组织，加强了划分和安全措施，并组成了“纵队”、“战略方向”和所谓的“执行委员会”来重组红色旅，最后者成为了最重要的管理机构。莫雷蒂、库尔乔、弗朗切斯基尼和Morlacchi一起加入了新的委员会。在建立米兰的纵队之后，他们还决定在都灵建立第二个纵队来扩大组织的活动范围：因此，库尔乔和他的妻子卡戈尔搬到了皮埃蒙特的首府，而莫雷蒂、弗朗切斯基尼和Morlacchi最开始留在了米兰:52-58。
1973年期间，在都灵的库尔乔和卡戈尔组织并实施了对CISNAL工会成员Bruno Labate和菲亚特公司主管Ettore Amerio的短暂绑架，留在米兰的莫雷蒂则是武装核心的成员之一于1973年6月28日实施了对阿尔法·罗密欧公司工程师Michele Mincuzzi的绑架。被绑架的人被转移到一个基地，受到审讯并很快被释放，脖子上挂了一个宣传牌:100-103。在这一阶段，莫雷蒂是国家调查人员所熟知的人物，1973年5月16日，米兰警察总部向内政部发出一份通知，其中将他定义为“红色旅最有代表性的人物之一”和“特别危险分子”；然而，在当局随后的调查中，他的名字并没有出现在Amerio绑架案后被确定的主要恐怖分子的名单中:100-101，116-117。

莫雷蒂没有直接参与所谓的“向日葵行动”（意大利语：operazione Girasole），即1974年4月18日在热那亚绑架地方法官Mario Sossi的行动，这是红色旅的第一次全国性行动；他留在了米兰，而绑架行动首先是由弗朗切斯基尼和卡戈尔组织、指挥的，其他激进分子也参与其中。莫雷蒂和库尔乔并没有实质性的参与，但作为执行委员会的成员之一，他们了解了所有情况的发展，并与弗兰切斯基尼和卡戈尔共享了组织在绑架期间做出的基本决定。在事件的最后阶段，莫雷蒂与弗朗切斯基尼形成了很大分歧，他反对后者即使当局没有对应的交换条件也要释放索西的想法。莫雷蒂建议杀死人质，而库尔乔则建议征求所有激进分子的意见；弗朗切斯基尼和卡戈尔主动采取了行动，于1974年5月23日释放了Sossi:108-123。

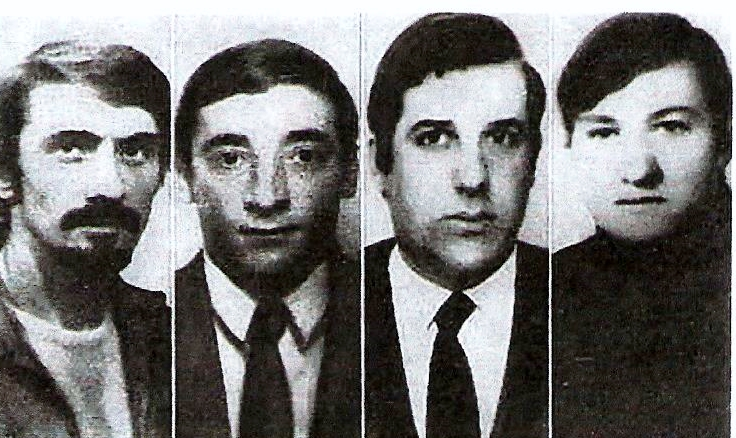
1974年5月，调查人员公布了一些据称是红色旅领导人的照片：左起第二位是马里奥·莫雷蒂。其他三个是：Piero Morlacchi、雷纳托·库尔乔和Alfredo Bonavita。

1974年9月8日，库尔乔和弗朗切斯基尼在皮内罗洛被Carlo Alberto dalla Chiesa将军领导的国家宪兵逮捕，这要归功于渗透者Silvano Girotto，他是一名天主教前修士，绰号“米特兄弟”（"frate Mitra"），在南美当过游击队员:90-95。莫雷蒂也曾与Girotto接触过，后者形容莫雷蒂有“非凡的文化，包括政治、坚定的决定、突出的神秘主义和强烈的仇恨”:210。然而，他没有参与Pinerolo的反恐行动，也没有被捕。从后来的证词来看，似乎是一个匿名电话通知了红色旅即将发生的抓捕库尔乔的行动；莫雷蒂在他的回忆录中报告说，他曾多次试图警告红色旅的领导者，或多次试图在与Girotto之前拦住他:74-78。由于一系列的情况，这些尝试都失败了，两位领导人落入了陷阱。这一事件在红色旅中引起了多年的争议，特别是弗朗切斯基尼指责莫雷蒂的无能，并对整个事件的发展动态产生了怀疑:113-119。
卡戈尔和莫雷蒂是执行委员会的主要领导人，他们在1974年下半年政府抓获库尔乔、弗朗切斯基尼和其他武装分子后仍处于自由状态并试图克服这次危机。尽管莫雷蒂表示疑虑，卡戈尔还是组织了一次行动让她的丈夫逃出了卡萨莱蒙费拉托的监狱:110；1975年2月18日，这次尝试获得了成功：由五名红色旅成员组成的小组，其中包括卡戈尔和莫雷蒂，成功地解救了库尔乔，他恢复了在红色旅的活动，尤其是在1975年4月为制定“战略方向”的决议做出了贡献，该决议提出了武装斗争必须实现质的飞跃:152-154。
1975年，莫雷蒂，现在化名“毛里奇奥”（"Maurizio"），与Franco Bonisoli “Luigi”和Maria Carla Brioschi “Monica”搬到了罗马，组建了一个新的红色旅纵队，在首都发展所谓“攻击国家的心脏”的武装斗争。首先要感谢他的组织能力和冷酷的效率，才有可能通过准备公寓、后勤基地和印刷厂来组建新纵队:27；有能力的新激进分子被吸收进组织中，如Valerio Morucci、Adriana Faranda、Bruno Seghetti、Barbara Balzerani:157-158。
1975年6月5日，卡戈尔在绑架企业主Vittorio Vallarino Gancia的行动中，于阿奎泰尔梅的Spiotta d'Arzello农庄与国家宪兵的交火中丧生。之后，库尔乔留在了米兰，而莫雷蒂则搬到了热那亚，尽管政府执法部门给予了重大打击，红色旅开始组建一个新的纵队。莫雷蒂组织了第一次行动，领导了1975年10月8日在圣马蒂诺医院内抢劫热那亚和因佩里亚储蓄银行分行的核心小组，并在1975年10月22日指挥了对安萨尔多公司核工程部门人事主管Vincenzo Casabona短暂的示威性绑架。莫雷蒂成功实施的这两次行动证实了他作为一名精通技术与军事活动的坚定激进分子的声誉:160。
库尔乔在1976年1月18日被捕，Semeria在1976年3月22日被捕后，红色旅似乎陷入了明显不可逆转的困境:7，118。仍然活跃的地下武装分子很少；新的执行委员会现在由莫雷蒂（作为幸存者中最有经验和执行秘密活动时间最长的人）、Lauro Azzolini、Franco Bonisoli（最初来自雷焦艾米利亚小组）以及Rocco Micaletto组成。尽管困难重重，莫雷蒂和其他激进分子决定继续进行武装斗争，最重要的是加强组织和后勤方面的工作，通过增加对国家机器的袭击次数和暴力的程度，以开始一个更积极的军事阶段。 最重要的是莫雷蒂和Azzolini，他们也是“后勤阵线”的负责人，他们推动了这种战略性的改变，并强调了严格分工、军事效率的规则:132-133，138-139。
在这个阶段，莫雷蒂再次成为了其他激进分子批评和怀疑的对象；库尔乔和Semeria被逮捕的明显可疑情况促使两人提出，莫雷蒂对他们被捕可能负有责任，他也许是警方的线人。莫雷蒂在被捕的前一天晚上睡在库尔乔的公寓里，然后在国家宪兵进行干预前的早上离开了，而Semeria在接到匿名举报后在火车上被捕。监狱中的红色旅成员随后通过Azzolini和Bonisoli推动了一项机密的内部调查，以核查莫雷蒂的行为，然而，他的罪名完全被开脱了。他对这些怀疑提出抗议，并获得了监狱中被关押的同志们的道歉:162-165。
因此，尽管已经在监狱里的激进分子表示了批评，莫雷蒂和其他主管决定继续进行他们的计划，压制“群众阵线”，暂时限制与社会上现存抗议运动的联系，并且首先发起一系列血腥的攻击，以彰显组织的能力和危险性；莫雷蒂领导了这个新阶段，展示了作为一个组织者的显著才能和冷酷决心:132-137。执行委员会还决定在热那亚和罗马建立新的纵队，以从地域上扩张红色旅的组织。红色旅新战略的第一次行动是1976年6月8日在热那亚进行的：在salita Santa Brigida的伏击中，由莫雷蒂领导的五名武装分子核心，杀死了地方法官Francesco Coco和他的两名护卫人员。这是红色旅策划的第一次致死攻击，产生了巨大的反响，震惊了公众舆论，给极左派圈子留下了深刻印象，并让在都灵正处于审判中的历史性团体的囚犯们处于有利地位，审判在伏击后被国家暂停:143-145。
1977年1月，莫雷蒂亲自指挥行动小组在热那亚绑架了工业家Pietro Costa；几个月后，绑架案以完全成功告终。人质被释放了，红色旅获得了一大笔赎金，莫雷蒂、Valerio Morucci与Adriana Faranda在罗马追回了这笔钱:103-106。有了这些财政资源，执行委员会能够扩大红色旅的活动与组织，这通过建立新的后勤结构，慢慢将新的激进分子转入地下活动，并加强所有纵队。莫雷蒂指挥的红色旅在1977年期间显示出强大的军事干预能力；他们现在主要由工人阶级与无产阶级出身的激进分子组成，他们对地方法官、律师、执法人员、工业领袖、政治家和记者进行了一系列谋杀和伤害，毫不松懈，也没有让警察取得任何重要的调查成果:141-148。
在他的同志们的回忆中，莫雷蒂被描述为聪明、冷酷、坚定:21，是良好的组织和后勤专家，他谨慎而有条不紊，在与其他激进分子打交道时也非常强硬和极具攻击性。Patrizio Peci形容他“狡猾、娴熟”、“政治上准备充分”、“时刻保持警惕，对所有人都不友好”:174-175。尽管“历史性核心”的有些激进分子批评他，指责他不重视意大利群众的颠覆性力量，并且根据首先由工人组成，然后是“经理、工头、熟练工人”的工厂模式打造了一台“没有灵魂的机器”:245，但莫雷蒂与执行委员会的其他成员一起，将他对红色旅的组织设想强加于人，认为这是唯一能够真正发展武装斗争、反抗镇压，并利于形成一个真正的“战斗共产党”的设想:80-90。
从“历史性核心”纷纷被捕或死亡后到阿尔多·莫罗绑架案结束的这段时期中，当局的调查似乎并没有掌握红色旅在结构和战略上正发生着的变化，也不了解莫雷蒂在红色旅领导层中的决定性作用；在库尔乔被捕后，人们认为新领导人是Corrado Alunni，矛盾的是，他已经离开了红色旅并正在组建一个新的武装斗争的自治团体:163。莫雷蒂虽然自1972年5月起正式成为逃犯，是通缉令的对象，但仍被官方当成一个小人物。
1978年春，莫雷蒂策划和组织了红色旅对基督教民主党领导人阿尔多·莫罗的绑架和谋杀。他带领武装小组在Fani街进行伏击，并亲自审问被绑架的政客。这起谋杀案至今仍有不清楚之处，因为在莫罗被监禁的55天里，莫雷蒂是唯一与他有过谈话的人。莫罗向莫雷蒂谈到了许多基督教民主党、意大利共和国与北约的政治秘密。莫雷蒂还承认，在意大利政府显然不会满足红色旅提出的释放13名在押囚犯以换取莫罗的要求后，他杀掉了莫罗。他在1993年声称自己是谋杀案的物理执行者。在莫罗案的悲剧结束后，不管最初组织内部的分歧，以及执法部门日益加强的活动，莫雷蒂与执行委员会的其他成员仍试图继续武装斗争并努力保持红色旅的凝聚力；他们还与国外反政府团体（如埃塔、红军派与爱尔兰共和军）建立了联系。躲藏9年之后，1981年4月4日他在米兰被捕，被判处了相当于六辈子时间的无期徒刑；1987年，他公开承认了武装斗争的失败，但从未与调查人员合作过，或与斗争脱离关系；自1997年以来，他一直处于半释放状态，并在一个名为”后日“（意大利语：Giorno dopo）的囚犯康复中心工作，周末和晚上他就得回到奥佩拉的监狱里。
1999年，弗朗切斯基尼声称他怀疑两名红色旅的主要成员，马里奥·莫雷蒂和Giovanni Senzani是国家渗透到红色旅中的间谍。这些说法是1999年3月在意大利议会有关恐怖主义问题的委员会上提出的，并在《快讯》上发表。他告诉委员会说：“根据我对有关人员的了解，我相信[绑架莫罗]是一个极其复杂的行动，不可能由官方说法中被认定为参与其中的个人完成。”